# Geremi González
Geremis Segundo González Acosta (Maracaibo, 8 de enero de 1975-Ibídem, 25 de mayo de 2008), más conocido como Geremi González, fue un beisbolista profesional venezolano, que jugó en la posición de pitcher derecho de las Grandes Ligas y en Venezuela. En Estados Unidos, jugó para Cachorros de Chicago (1997-1998), con Mantarrayas de Tampa Bay (2003-2004), con Medias Rojas de Boston (2005), con Mets de Nueva York (2006) y con Cerveceros de Milwaukee (2006).

## Biografía

### Carrera
González nació en Maracaibo, Zulia. Los Cachorros lo firmaron como agente libre en 1991 a los 16 años, y era un brazo sumamente valorado en el sistema de los Cachorros. Hizo su estreno en 1997, fijando un registro de 11-9 y terminando noveno en la votación para el Novato del Años en la Liga Nacional . También lanzó para los Cachorros en 1998 antes de establecerse en el béisbol completamente durante casi cinco años, con tres cirugías y una variedad de heridas. 
En 2003, no fue recompensado por Tampa Bay con ningún premio, siendo el lanzador más consistente de Tampa Bay, a pesar de su 6-11 registro. Permitió tres carreras en 17 partidos, pero recibió la ofensiva más baja de cualquier abridor en la Liga Americana (3.91 carreras por juego). Terminó con 3.91 promedio de efectividad y 97 ponches en 156 innings.
Temprano en la temporada 2005, González comenzó tres juegos para Boston, fijando un registro de 1-1 con 6.65 efectividad. Boston lo envió a Triple-A a finales del mayo de 2005, luego lo volvió a subir a principios de julio para tratar de llenar el vacío al final de los partidos. Apareció en el primer juego de la Serie Divisional AL-, cuando el juego estaba 14-2 en contra de los Medias Blancas de Chicago, y permitió a cuatro carreras en 2⅓, incluyendo un jonrón de tres carreras de Scott Podsednik.
En su país natal, jugó para los equipos Águilas del Zulia y Navegantes del Magallanes. También con los Tigres de Aragua, Tiburones de la Guaira, Cardenales de Lara y Leones del Caracas pero en estos casos fue en calidad de refuerzo. González jugó en seis finales y se coronó en tres oportunidades como refuerzo del Magallanes (2002), Aragua (2005) y Caracas (2006) obteniendo en esta última el título de la Serie del Caribe.

### Fallecimiento
Falleció el 25 de mayo de 2008, a sus 33 años, tras caerle un rayo en su cuerpo mientras estaba en una playa de su ciudad natal, Maracaibo.
El zuliano fue despedido con todos los honores y su cuerpo fue llevado al Estadio Luis Aparicio El Grande de Maracaibo donde varias personalidades de la pelota le dieron el último adiós.